# 마틴 본
마틴 본(Martin Vaughan, 1931년 6월 5일 ~ )은 오스트레일리아의 배우, 연극 배우, 텔레비전 배우이다.
브리즈번에서 태어났다.

## 영화
- 스노우블라인드 (2013년) - 에롤 역
- 나이트메어 앤 드림스케이프 (2006년)
- 공포의 별장 (2004년)
- 신을 고소한 사나이 (2001년)
- 올 세인츠 (1998년)
- 죽음의 탈출 (1991년)
- 명마 파렙 (1983년)
- 황야의 여인 (1983년)
- 비트윈 워즈 (1974년)